# 情熱大陸
《情熱大陸》（日语：／ jōnetsu tairiku */?）是日本TBS電視網在每星期日晚上11時00分－11時30分（JST）播出的人物側拍紀錄片節目，由每日放送製作。

## 播放電視台和播放時間
| 播放對象地域  | 播放電視台          | 系列           | 播放日・播放時間           | 備考           |
| ------------- | ------------------- | -------------- | -------------------------- | -------------- |
| 近畿広域圏    | 每日放送（MBS）     | TBS系列        | 星期日 23時00分 - 23時30分 | 制作局         |
| 北海道        | 北海道放送（HBC）   | TBS系列        | 星期日 23時00分 - 23時30分 | 電視台同時播放 |
| 青森縣        | 青森電視台（ATV）   | TBS系列        | 星期日 23時00分 - 23時30分 | 電視台同時播放 |
| 岩手縣        | IBC岩手放送（IBC）  | TBS系列        | 星期日 23時00分 - 23時30分 | 電視台同時播放 |
| 宮城縣        | 東北放送（TBC）     | TBS系列        | 星期日 23時00分 - 23時30分 | 電視台同時播放 |
| 山形縣        | 山形電視台（TUY）   | TBS系列        | 星期日 23時00分 - 23時30分 | 電視台同時播放 |
| 福島縣        | 福島電視台（TUF）   | TBS系列        | 星期日 23時00分 - 23時30分 | 電視台同時播放 |
| 関東広域圏    | TBS電視台（TBS）    | TBS系列        | 星期日 23時00分 - 23時30分 | 電視台同時播放 |
| 山梨縣        | 山梨電視台（UTY）   | TBS系列        | 星期日 23時00分 - 23時30分 | 電視台同時播放 |
| 新潟縣        | 新潟放送（BSN）     | TBS系列        | 星期日 23時00分 - 23時30分 | 電視台同時播放 |
| 長野縣        | 信越放送（SBC）     | TBS系列        | 星期日 23時00分 - 23時30分 | 電視台同時播放 |
| 静岡縣        | 静岡放送（SBS）     | TBS系列        | 星期日 23時00分 - 23時30分 | 電視台同時播放 |
| 富山縣        | 鬱金香電視台（TUT） | TBS系列        | 星期日 23時00分 - 23時30分 | 電視台同時播放 |
| 石川縣        | 北陸放送（MRO）     | TBS系列        | 星期日 23時00分 - 23時30分 | 電視台同時播放 |
| 中京廣域圏    | 中部日本放送（CBC） | TBS系列        | 星期日 23時00分 - 23時30分 | 電視台同時播放 |
| 鳥取縣 島根縣 | 山陰放送（BSS）     | TBS系列        | 星期日 23時00分 - 23時30分 | 電視台同時播放 |
| 岡山縣 香川縣 | 山陽放送（RSK）     | TBS系列        | 星期日 23時00分 - 23時30分 | 電視台同時播放 |
| 廣島縣        | 中国放送（RCC）     | TBS系列        | 星期日 23時00分 - 23時30分 | 電視台同時播放 |
| 山口縣        | 山口電視台（tys）   | TBS系列        | 星期日 23時00分 - 23時30分 | 電視台同時播放 |
| 愛媛縣        | 愛電視台（ITV）     | TBS系列        | 星期日 23時00分 - 23時30分 | 電視台同時播放 |
| 高知縣        | 高知電視台（KUTV）  | TBS系列        | 星期日 23時00分 - 23時30分 | 電視台同時播放 |
| 福岡縣        | RKB每日放送（RKB）  | TBS系列        | 星期日 23時00分 - 23時30分 | 電視台同時播放 |
| 長崎縣        | 長崎放送（NBC）     | TBS系列        | 星期日 23時00分 - 23時30分 | 電視台同時播放 |
| 熊本縣        | 熊本放送（RKK）     | TBS系列        | 星期日 23時00分 - 23時30分 | 電視台同時播放 |
| 大分縣        | 大分放送（OBS）     | TBS系列        | 星期日 23時00分 - 23時30分 | 電視台同時播放 |
| 宮崎縣        | 宮崎放送（MRT）     | TBS系列        | 星期日 23時00分 - 23時30分 | 電視台同時播放 |
| 鹿兒島縣      | 南日本放送（MBC）   | TBS系列        | 星期日 23時00分 - 23時30分 | 電視台同時播放 |
| 沖繩縣        | 琉球放送（RBC）     | TBS系列        | 星期日 23時00分 - 23時30分 | 電視台同時播放 |
| 秋田縣        | 秋田電視台（AKT）   | 富士電視台系列 | 星期六 25時15分 - 25時45分 | 延迟20日播放   |

## 関連書籍
- 『情熱大陸語録 赤熱編』（新潮社、ISBN 4-10-452601-0）
- 『情熱大陸語録 青雲編』（新潮社、ISBN 4-10-452602-9）
- 宮川サトシ『情熱大陸への執拗な情熱』(幻冬舎、ISBN 9784344031357）

## 外部連結
- 官方网站
- 情熱大陸的X（前Twitter）
- 情熱大陸的Facebook專頁
- テレビコ「情熱大陸」メイキング